# Фомін Олександр Іванович (художник)
Олександр Іванович Фомін (22 липня 1879, Казань — 4 листопада 1947) — український живописець і педагог.

## Біографія

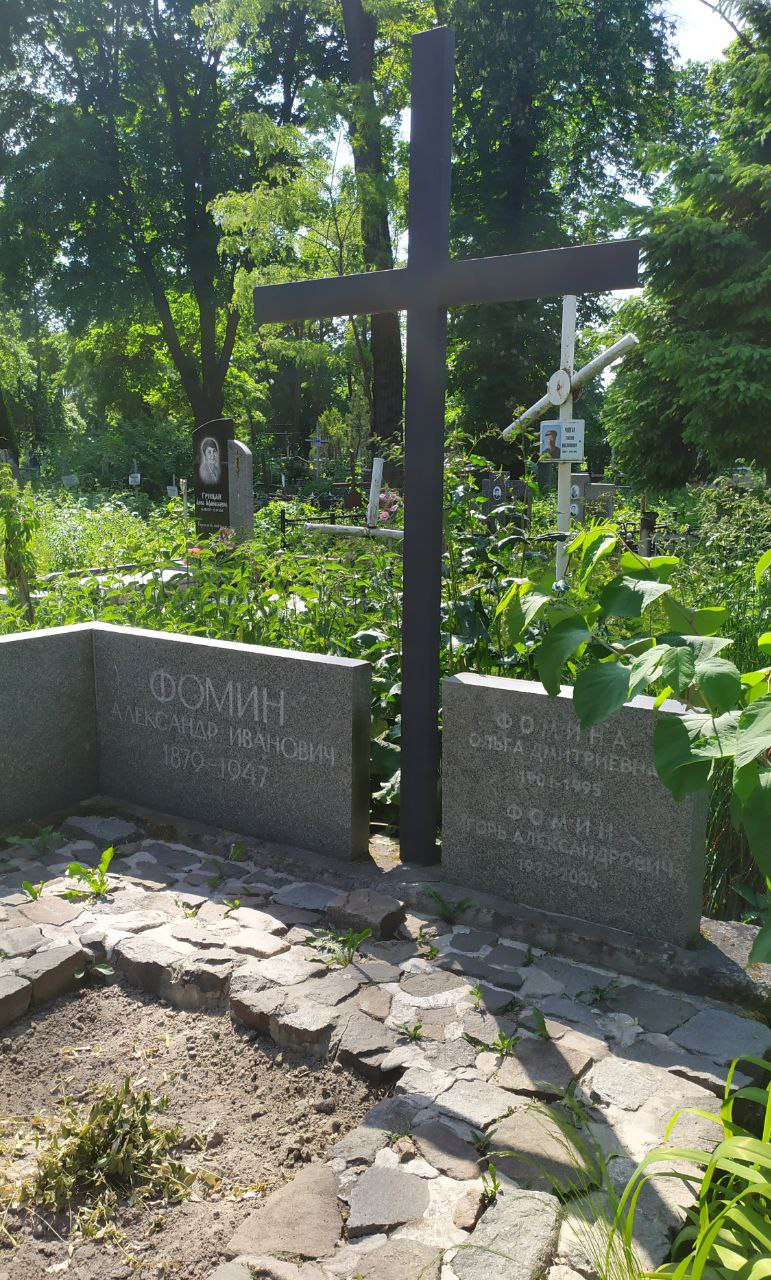
Могила Олександра Фоміна, Лук'янівське кладовище

Народився 22 липня 1879 року в Казані. В 1906 році закінчив Петербурзьку академію мистецтв, учень Іллі Рєпіна. 
З 1924 року жив у Києві. З 1936 викладав у Київському художньому інституті.
Син — архітектор та педагог Ігор Фомін (1927—2006).
Помер 4 листопада 1947 року. Похований в Києві на Лук'янівському цвинтарі (ділянка № 37, ряд 14, місце 2) разом з дружиною та сином.

## Творчість
Портрети (Марії Заньковецької, автопортрет), пейзажі (серія малюнків «Рання весна» та інше).